# Порвалась дней связующая нить
«Порва́лась дней связу́ющая нить», другие варианты перевода «Распа́лась связь времён» и «Свихну́вшееся вре́мя» (англ. Time Out of Joint) — роман-антиутопия американского писателя-фантаста Филипа К. Дика, написанная в 1958 году и изданная в 1959-м американским издательством J. B. Lippincott Company. Роман издавался серийно в сокращённой версии в британском научно-фантастическом журнале New Worlds Science Fiction с декабря 1959 по февраль 1960 годов.
Роман воплощает многие из тем Дика, которые его так заботили, а именно: природа реальности обычных людей в обычных жизнях и окружающих мир. Название является отсылкой к пьесе Шекспира «Гамлет». Гамлет рассказывает Горацио случай, когда его посетил призрак отца и узнаёт, что его дядя Клавдий убил его отца; вкратце, шокирующее сверхъестественное событие, которое в корне меняет мировосприятие Гамлета («Порвалась дней связующая нить. Как мне обрывки их соединить!», в пер. Б. Пастернака), как и некоторые события в романе.

## Сюжет
46-летний Рэгл Гамм, ветеран Второй мировой, живёт в 1959 году в тихом американском пригороде с семьёй своей сестры. Его необычная профессия заключается в неоднократном выигрыше денежного приза в местном конкурсе газет под названием «Где появится маленький зелёный человечек?». В 1959 году у Гамма есть некоторые отличия от нашего: автомобиль серии 1948 Tucker Sedan находится в производстве, радио AM/FM почти не существует, а Мэрилин Монро совершенно неизвестна. Ещё в начале романа с Гаммом начинают происходить странные вещи. Стойка для безалкогольных напитков исчезает, её заменяет небольшой листок бумаги с надписью «SOFT-DRINK STAND», напечатанной печатными буквами. Появляются интригующие маленькие кусочки настоящего 1959 года: журнальная статья о Мэрилин Монро, телефонная книга со списком неработающих станций и радиоприемниками, спрятанными в чужом доме. Люди, не имеющие явной связи с Гаммом, в том числе военные пилоты, использующие приемопередатчики самолётов, называют его по имени. Немногие другие персонажи замечают это или испытывают подобные аномалии; единственное исключение — предполагаемый зять Гамма, Виктор «Вик» Нильсон, которому он доверяет. Соседка, миссис Кейтельбейн, приглашает его в класс гражданской обороны, где он видит модель футуристического подземного военного завода. У него непоколебимое чувство, что он бывал в этом здании много раз.
Путаница постепенно нарастает для Гамма. Его сосед Билл Блэк знает гораздо больше об этих событиях, чем он признает, и, наблюдая за этим, начинает беспокоиться: «Предположим, Рагл [Гамм] снова становится вменяемым?» Фактически, Гамм действительно вменяется, и обман, окружающий его (воздвигнутый, чтобы защитить и эксплуатировать его), начинает распадаться.
Гамм пытается сбежать из города, и его возвращают кафкианские препятствия. Он видит журнал с собой на обложке, в военной форме, на фабрике, изображенной на модели. Он пытается второй раз сбежать, на этот раз с Виком, и добивается успеха. Он узнает, что его идиллический город — это построенная реальность, призванная защитить его от пугающего факта, что он живёт на будущей Земле (около 1998 года), которая воюет против лунных колонистов, которые борются за постоянное лунное поселение, политически независимое от Земли.
Гамм обладает уникальной способностью предсказывать, куда будут направлены ядерные удары колонистов. Ранее Гамм выполнял эту работу для военных, но затем он перешел на сторону колонистов и планировал тайно эмигрировать на Луну. Но прежде чем это могло произойти, он начал отступать в фантастический мир, основанный в значительной степени на относительно идиллическом окружении его ранней юности. Он больше не мог брать на себя ответственность как одинокий защитник Земли от ядерных бомбардировок, начатых Луной. Таким образом, фальшивый город был создан в уме Гамма, чтобы приспособить и рационализировать его помешательство, чтобы он мог продолжать предсказывать ядерные удары под видом подачи заявок на безобидный газетный конкурс и без этических сомнений, связанных с нахождением на «неправильной» стороне гражданской войны. В то время как Гамм пришел в упадок к образу мыслей 1950-х годов, остальная часть города с несколькими исключениями, такими как чёрные, была приведена в подобное состояние, искусственно объясняя, почему вряд ли кто-либо ещё мог воспринимать аномалии.
Когда Гамм наконец вспоминает свою настоящую личную историю, он в конце концов решает эмигрировать на Луну, потому что он чувствует, что ни одно национальное или планетарное правительство никогда не должно отказывать людям в исследовании и миграции как основных человеческих побуждениях. Вик отвергает это убеждение, называя колонистов, по сути, агрессорами и террористами, и возвращается в симулированный город, который утратил смысл существования из-за побега Гамма из его окрестностей. Книга заканчивается некоторой надеждой на мир, потому что лунные колонисты более склонны к ведению переговоров, чем об этом рассказывает режим «Единого счастливого мира» Земли своим гражданам.

## Критический приём
Лаборатория фантастики

 Goodreads
Дэйв Лэнгфорд сделал обзор на роман для White Dwarf #57 и заявил, что «есть классические моменты, например, когда реальность перегорает, и киоск с безалкогольными напитками распадается на глазах у Гамма, оставляя только клочок бумаги со словами „КИОСК с безалкогольными напитками“».
Колин Гренланд также сделал обзор на «Порвалась дней связующая нить» для журнала Imagine и заявил: «Как обычно, невозмутимое исследование Диком параноидального мира раскрывает более чем малую часть нереальных измерений нашей собственной „безопасной“ среды».